# Laguna del Tigre nationalpark
Laguna del Tigre National Park är en nationalpark i Guatemala.   Den ligger i departementet Petén, i den norra delen av landet, 300 km norr om huvudstaden Guatemala City. Laguna del Tigre nationalpark
ligger 74 meter över havet.
Terrängen runt Laguna del Tigre nationalpark
är mycket platt.